# Редкие земли (альбом)
Редкие земли — девятый студийный альбом группы «Мумий Тролль». Релиз в России состоялся 16 апреля 2010 года. Альбом состоит из редких песен, ранее не издававшихся вместе и записанных в разное время.

## Об альбоме
Этот альбом можно назвать новым лишь условно, так как в него включены редкие и никогда не издававшиеся песни.
Открывает альбом инструментальная композиция «Война человечков», написанная группой во время работы над саундтреком к мультфильму «Незнайка и Баррабасс».
«Смог» является самой молодой и, наверное, единственной песней, специально написанной для этого альбома. Она задумывалась как «музыкально-художественная притча о Долге, Мире и Женщинах, что всегда ждут любимых». На песню был снят видеоклип, идея которого родилась в Кронштадте и премьера которого состоялась 23 февраля, в День защитника Отечества.
Дальше в списке композиций следуют песни, написанные во время работы над альбомом «Точно Ртуть Алоэ». Это песни «Вечер» (сингл «Невеста»), «Другие места» (сингл «Моя певица»), «Масло» (сингл «Карнавала.нет» и «Девочкодруг» (сингл «Без обмана»).
«Вечер» была написана Ильёй Лагутенко как дань уважения Владивостоку — городу, в котором он вырос, в котором он многое познал и который сделал его таким, какой он есть.
Песня «Другие места» не попала в окончательный вариант альбома «Точно Ртуть Алоэ», но, тем не менее, её можно поставить в ряд с другим хитом Мумий Тролля — «Моя певица». «Другие места» являют ей органичный контраст благодаря своему надрывному звучанию и фантастическому гитарному соло — таким образом составляя слушателю своеобразную картину. Композиция неплохо бы подошла для какого-нибудь триллера в стиле Альфреда Хичкока, если бы такой был в природе.
Такая же своеобразная история есть и у песни «Девочкодруг». Изначально она была включена в список 13 композиций, которые должны были выйти в составе вышеупомянутого альбома «Точно Ртуть Алоэ». Но буквально в последний момент её заменили на песню «Без обмана», которая имела больше шансов стать потенциальным хитом. Тем не менее, «Девочкодруг» вошла в сингл к этой песне.
Песня «Шамора» названа в честь одноимённого пляжа, который благодаря группе Мумий Тролль стал известен всей России. Она была написана в 1996 году для альбома «Морская», но Илья Лагутенко решил не включать песню в альбом, посчитав её проходной и не самой удачной. Поэтому песня вошла в «Редкие земли» спустя 14 лет с новой аранжировкой.
Концерт-презентация альбома «Редкие земли» состоялась в Москве 30 апреля в ГлавClub (ДК Горбунова), а также и в северной столице: 30 мая «Мумий Тролль» выступил в Петербургском ГлавClub’е.
Общероссийский тур был начат в октябре 2010 года и объединял 50 городов России и ближнего зарубежья.
На обложке изображена работа китайского художника Жэнь Чжитяня.

## Список композиций
Музыка и тексты написаны Ильёй Лагутенко, кроме отмеченных
| №                   | Название                                   | Текст песни               | Музыка                              | Длительность |
| ------------------- | ------------------------------------------ | ------------------------- | ----------------------------------- | ------------ |
| 1.                  | «Война человечков»                         | инструментал              | Илья Лагутенко, Андрей Антонец      | 4:01         |
| 2.                  | «Смог»                                     |                           |                                     | 4:17         |
| 3.                  | «Вечер»                                    |                           |                                     | 4:27         |
| 4.                  | «Другие места»                             |                           |                                     | 3:46         |
| 5.                  | «Масло»                                    |                           |                                     | 4:01         |
| 6.                  | «Лучи»                                     |                           |                                     | 4:54         |
| 7.                  | «Девочкодруг»                              |                           |                                     | 3:50         |
| 8.                  | «Шамора»                                   |                           |                                     | 3:10         |
| 9.                  | «Иди, я буду»                              |                           |                                     | 5:45         |
| 10.                 | «Нет Нет Нет»                              |                           |                                     | 4:10         |
| 11.                 | «Наркотикам — нет!»                        | Лагутенко, Сергей Смирнов | «Мумий Тролль», Сергей Смирнов      | 3:47         |
| 12.                 | «Саундтрек»                                | Рикошет                   | Рикошет                             | 3:59         |
| 13.                 | «На перекрёстках судьбы (Стань человеком)» | инструментал              | Лагутенко, Юрий Цалер, Павел Шевчук | 2:41         |
| 14.                 | «С Новым годом, крошка!!!»                 |                           |                                     | 5:05         |
| Общая длительность: | Общая длительность:                        | Общая длительность:       | Общая длительность:                 | 57:24        |

## Участники записи
Музыканты:
- Илья Лагутенко — вокал, клавишные, гитара, акустическая гитара, тамбурин
- Юрий Цалер — гитара
- Евгений «Сдвиг» Звиденный — бас
- Олег Пунгин — ударные